# Энрике III
Энрике III Болезненный (исп. Enrique III el Doliente; 4 октября 1379, Бургос, Кастилия и Леон — 25 декабря 1406, Толедо) — король Кастилии и Леона (1390—1406). Сын Элеоноры Арагонской и Хуана I.

## Биография
Перед тем как взойти на кастильский трон Энрике III носил титул принца Астурийского, титул, который впоследствии носили все наследники кастильского трона, а позже испанского. Энрике III получил реальную власть 2 августа 1393 года, в возрасте 13 лет, после бурного периода смен правительств. Королю удалось примирить знать и восстановить королевскую власть, опираясь на дворян «второго эшелона» и устранив с их помощью своих влиятельных родственников (таких как Афонсу Энрикеш и Элеонора Наваррская). Отменяются такие привилегии Кортесов как алькабала и право участвовать в Королевском совете, возрастает роль коррехидоров в городах, восстанавливается экономика.
Во время правления Энрике III кастильский флот одержал несколько побед над англичанами; в 1400 году кастильский флот уничтожил пиратскую базу в Тетуане, в Северной Африке. В 1402 году началось освоение Канарских островов под руководством французского исследователя Жана Бетанкура. Было прекращено португальское вторжение, начавшееся в 1396 году нападением на Бадахос, и упрочен мир, подписанием договора с Жуаном I Португальским 15 августа 1402 года. Энрике III поддержал притязания на папский престол Бенедикта XIII и возобновил войну с Гранадой, добившись в 1406 году важной победы в Битве под Кольехарес, неподалёку от Убеды, но из-за смерти не сумел добиться окончательной победы. Также были отправлены два посольства к Тамерлану, первое возглавил Эрнан Санчес де Паласуэлос, второе — Руй Гонсалес де Клавихо. Гонсалес де Клавихо описал своё путешествие в книге «Посольство к Тамерлану» (исп. Embajada a Tamorlán).
В 1388 году Энрике III в соответствии с Байонским договором (исп. Tratado de Bayona) бракосочетался с Екатериной Ланкастерской, дочерью герцога Ланкастерского и Констансы Кастильской, дочери Педро Жестокого. Это позволило закончить династический конфликт, сплотить династию и установить мир с Англией. От этого брака родился Хуан II, который унаследовал трон после скоропостижной смерти своего отца.
Энрике III умер в Толедо во время приготовления к войне с Гранадой. Он был похоронен в Капелле Новых королей толедского собора.

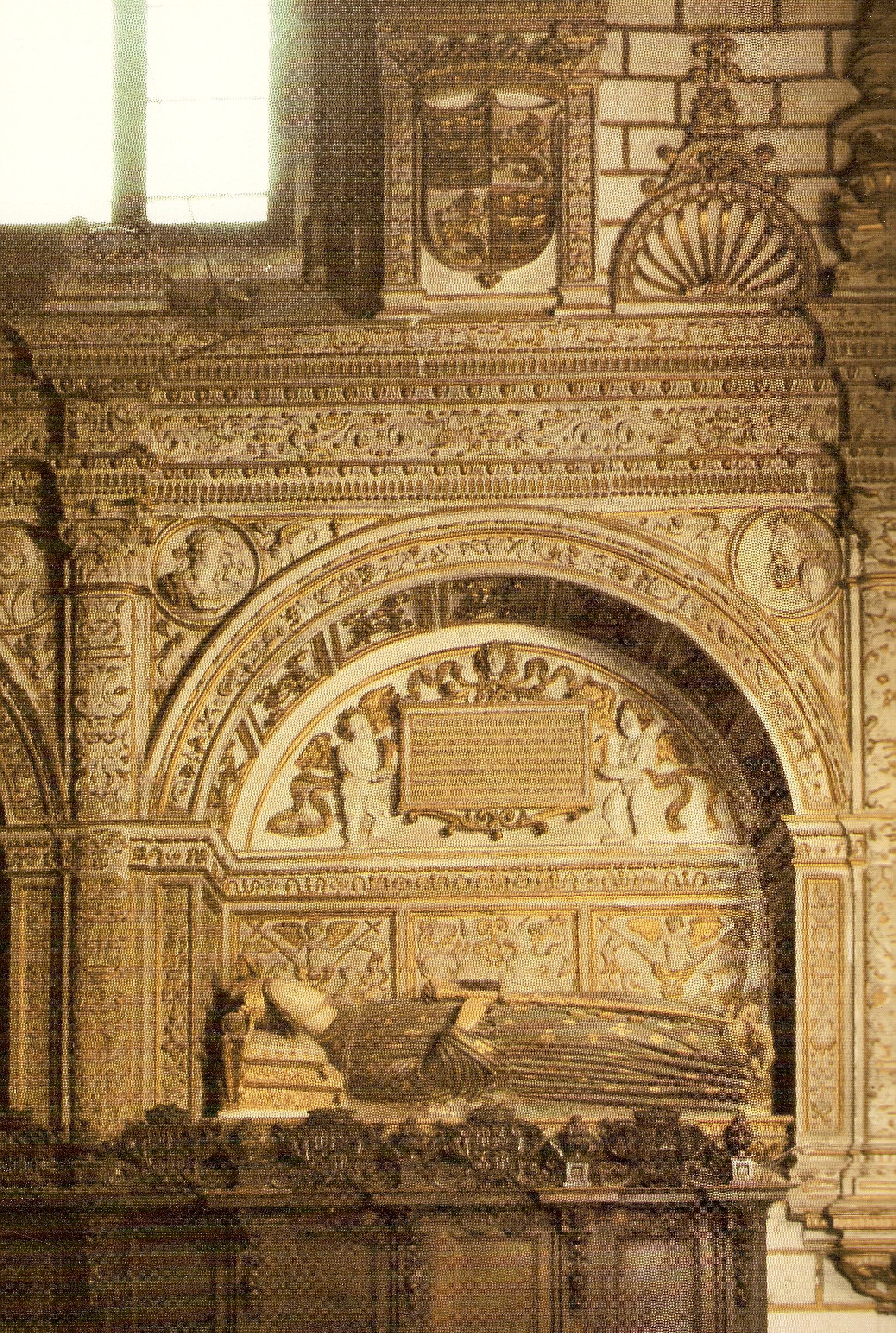
Гробница Энрике III

## Потомки
Все дети от брака (1388—1406) с Екатериной Ланкастерской (*1373 †1418):
- Мария Кастильская (*1401 †1458) — жена Альфонсо V Арагонского.
- Екатерина Кастильская (*1403 †1439) — жена графа де Ампуриас Энрике I.
- Хуан II Кастильский (*1405 †1454) — наследник кастильского трона.